# Chasmodon apertus
Chasmodon apertus är en stekelart som först beskrevs av Christian Gottfried Daniel Nees von Esenbeck 1812.  Chasmodon apertus ingår i släktet Chasmodon, och familjen bracksteklar. Arten är reproducerande i Sverige.